# 高原唐松草
高原唐松草（学名：Thalictrum cultratum）为毛茛科唐松草属下的一个种。

## 扩展阅读
- 維基物種上的相關：高原唐松草